# Tatra 613
Tatra 613 — чехословацкий легковой автомобиль высшего класса.

## История модели
Разработка началась в 1968 году для замены устаревающей к тому времени Tatra 603. Первые прототипы были изготовлены в 1969 году итальянской дизайнерской компанией Carrozzeria Alfredo Vignale с использованием эскизных разработок чехословацких конструкторов. Прототип был впервые показан на выставке в 1971 году. Первоначально предполагалось два варианта кузова: седан и 2-дверное купе, в дальнейшем от последнего отказались. Серийное производство началось на филиале завода «Татра» в городе Пршибор только в 1974 году по причине как устранения выявленных дефектов конструкции, так и недостаточного финансирования.

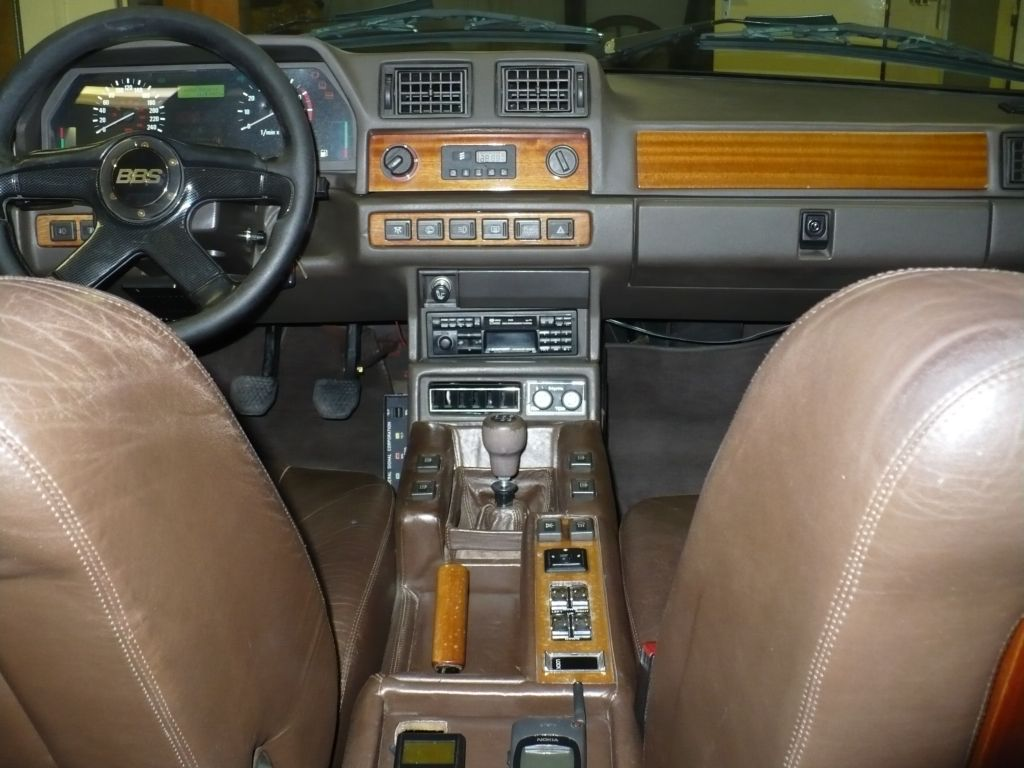
Интерьер версии Tatra 613-4 Mi Long

В первую очередь этот автомобиль был предназначен для членов партийных и правительственных органов ЧССР и других социалистических стран, а также директората крупных предприятий. Также партия этих машин была продана в СССР для нужд КГБ, службы в милиции крупных городов и обслуживания номенклатуры среднего ранга, которая уже не удовлетворялась комфортом и статусом «Волги» ГАЗ-24, но ещё не имела возможности получить служебную «Чайку» или «ЗИЛ». Хорошо машина была известна и на Западе, куда было продано определённое количество экземпляров (в отличие от «Татры-603», которая экспортировалась в ограниченных количествах только в социалистические страны).
Сборка «Татр» была ручной и исключительно качественной, а масштабы выпуска — относительно невелики (за все время было собрано немногим более 11 тысяч экземпляров, годовой выпуск никогда не превышал 1000 штук).
В 1979 году на базе «Татры-613» была создана изготовлена экспериментальная серия автомобилей высшего класса «Tatra-613 S „Специаль“», изначально предназначенная для высшего партийного руководства. Эта модификация отличалась удлинённой базой, повышенным комфортом, повышенной мощностью двигателя, а также — улучшенным внешним дизайном. В дальнейшем были созданы также модификация с кузовом кабриолет, а также полицейский, пожарный, машина скорой помощи и др. варианты.
Компоновка модели «613», как и у «Татры-603», заднемоторная, однако V8 воздушного охлаждения был расположен не за, а над задней осью (по сути — компоновка, промежуточная между задне- и среднемоторной), что позволило достичь практически идеального распределения массы автомобиля по осям — 45 % массы приходилось на переднюю ось, и, соответственно, 55 % — на заднюю. Благодаря этому «Татра-613» стала большим шагом вперёд по сравнению с предыдущей моделью с точки зрения управляемости, устойчивости и безопасности. Из других новшеств следует отметить наличие автономного бензинового отопителя.
Выпуск продолжался до 1996 года, за это время модель претерпела 4 модификации базового варианта, третий из которых - "Tatra-613-3" 1985 года - претерпел рестайлинг: хромированные бамперы уступили место пластмассовым, увеличились в размерах поворотники и задние фонари, а фары головного света стали разного диаметра.
Впоследствии фирма пыталась строить на базе этой модели роскошно оборудованную «Татру-700» с осовремененным дизайном и 200-сильным двигателем (230 л. с. в спортивной версии), предназначенную преимущественно для западноевропейского рынка (из-за прекращения закупок «Татр» государственным аппаратом Чехии). Однако этот проект не имел особого успеха (было выпущено около 65 автомобилей, продажа которых даже не окупила затраты на производство), и впоследствии «Татра» отошла от производства легковых автомобилей. В настоящее время она выпускает только грузовики.
Хотя «Татра-613», как и её послевоенные предшественницы, не были предназначены для продажи частным лицам, тем не менее, в отличие от СССР, желающие могли приобрести их (как и любые другие автомобили и механизмы, включая грузовые и автобусы) после списания первыми владельцами. Прейскурантная цена автомобиля «Татра-613» в ЧССР в 1977-1978 году составляла 284 000 крон (для сравнения, тогда же ВАЗ-2101 «Жигули» стоил 58 000 крон, ГАЗ-24 «Волга» — 105 000 крон, ГАЗ-13 «Чайка» — 118 000 крон).

## Варианты
- 1975—1980 Tatra 613
- 1980—1984 Tatra 613-2
- 1980—1992 Tatra 613 S (Специальная) - оборудована климат-контролем, устройством "темпостат" для поддержания набранной скорости, инерциальными ремнями безопасности, механизмом автоматического опускания стёкол и блокировки дверей, стереорадио и магнитофоном с функциями диктофона[1]
- 1984—1984 Tatra 613 K (Кабриолет)
- 1984—1985 Tatra 613-2/I
- 1985—1991 Tatra 613-3
- 1991—1996 Tatra 613-4
- 1991—1996 Tatra 613-4 Mi

## Галерея

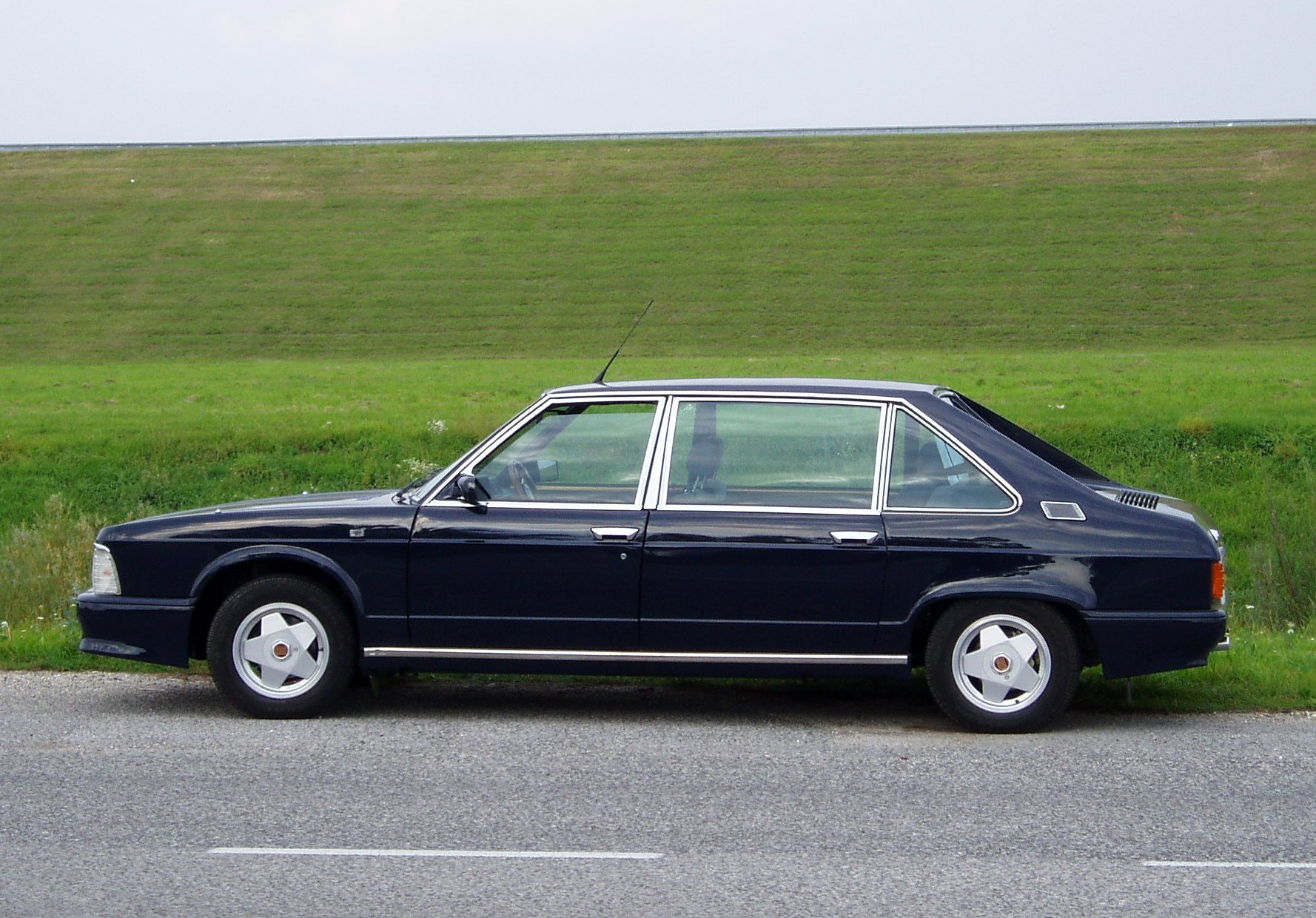
Tatra T613-4 Mi Long
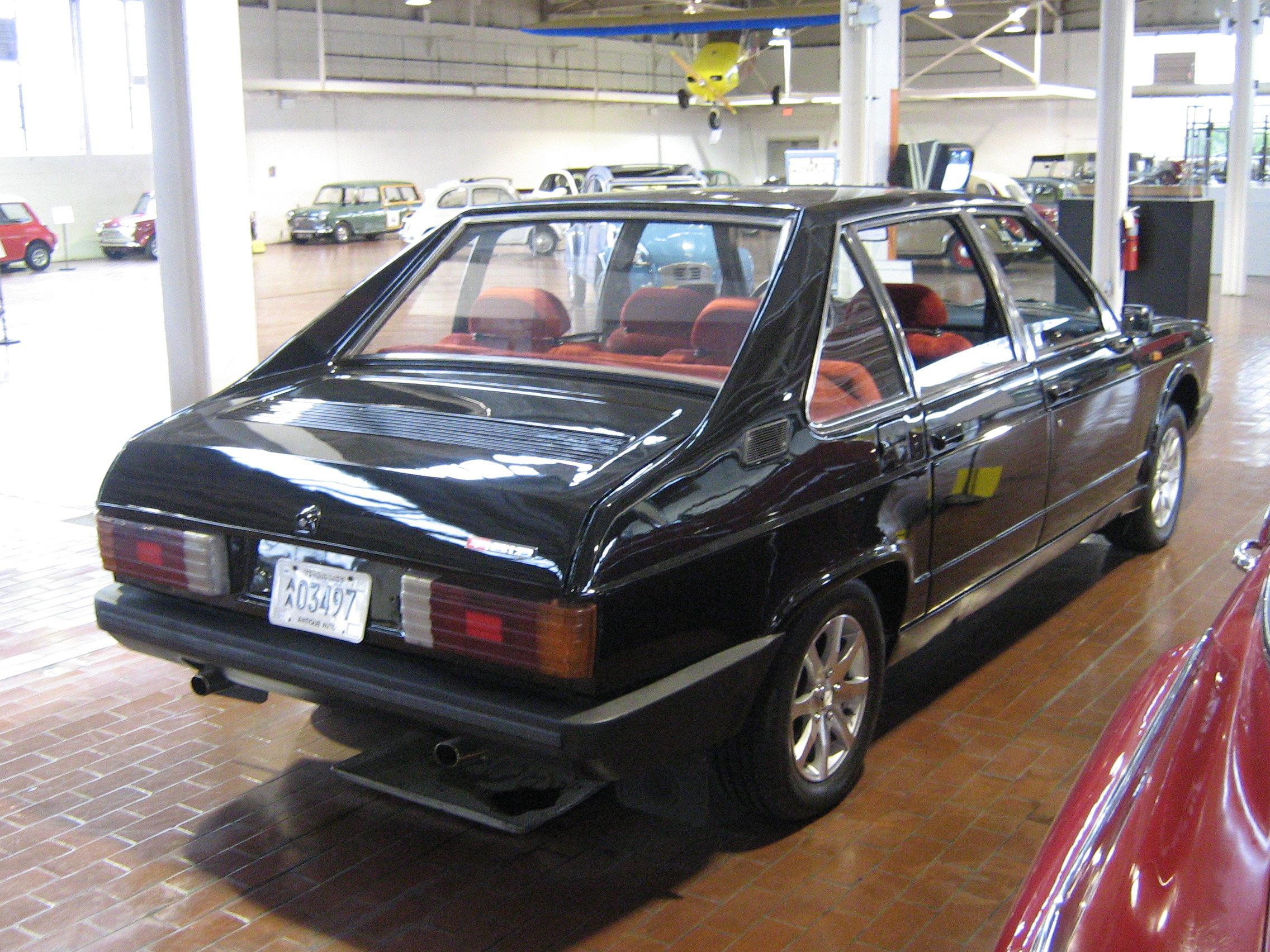
T613 вид сзади
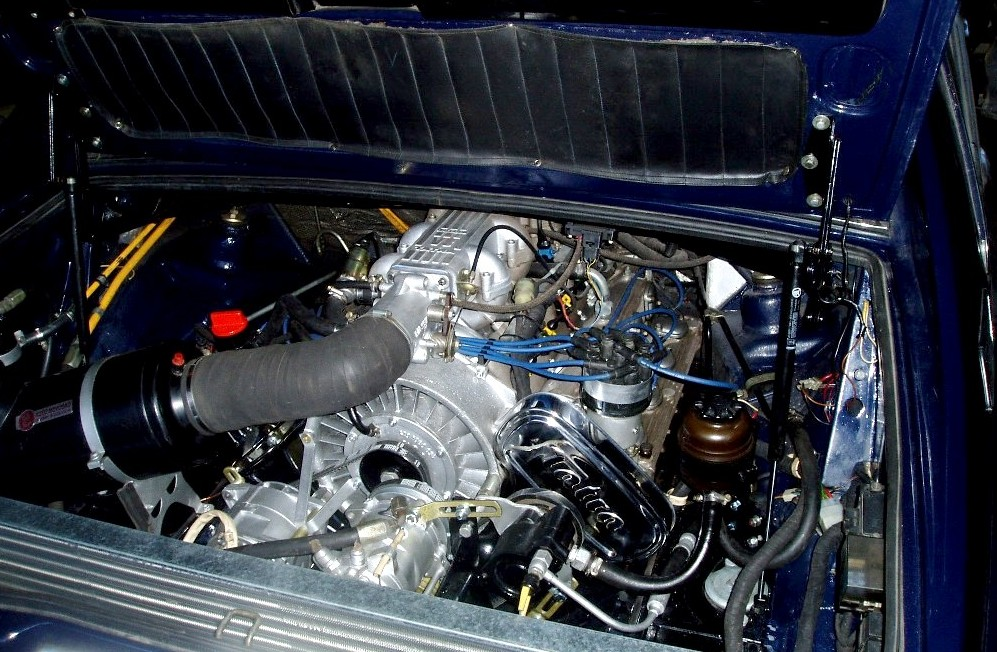
Двигатель T613 V8 с воздушным охлаждением
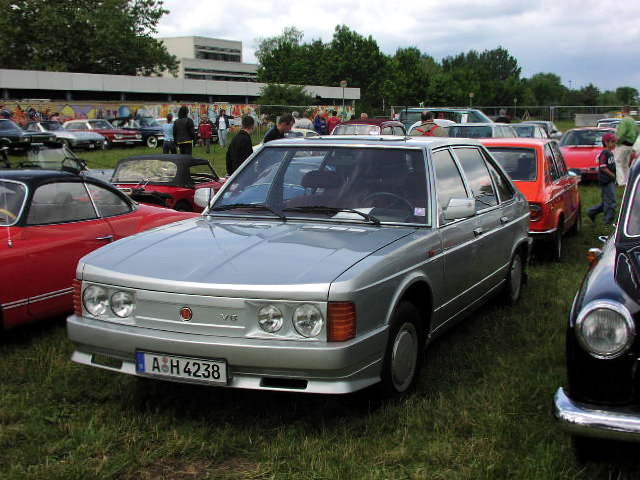
Tatra T613-3
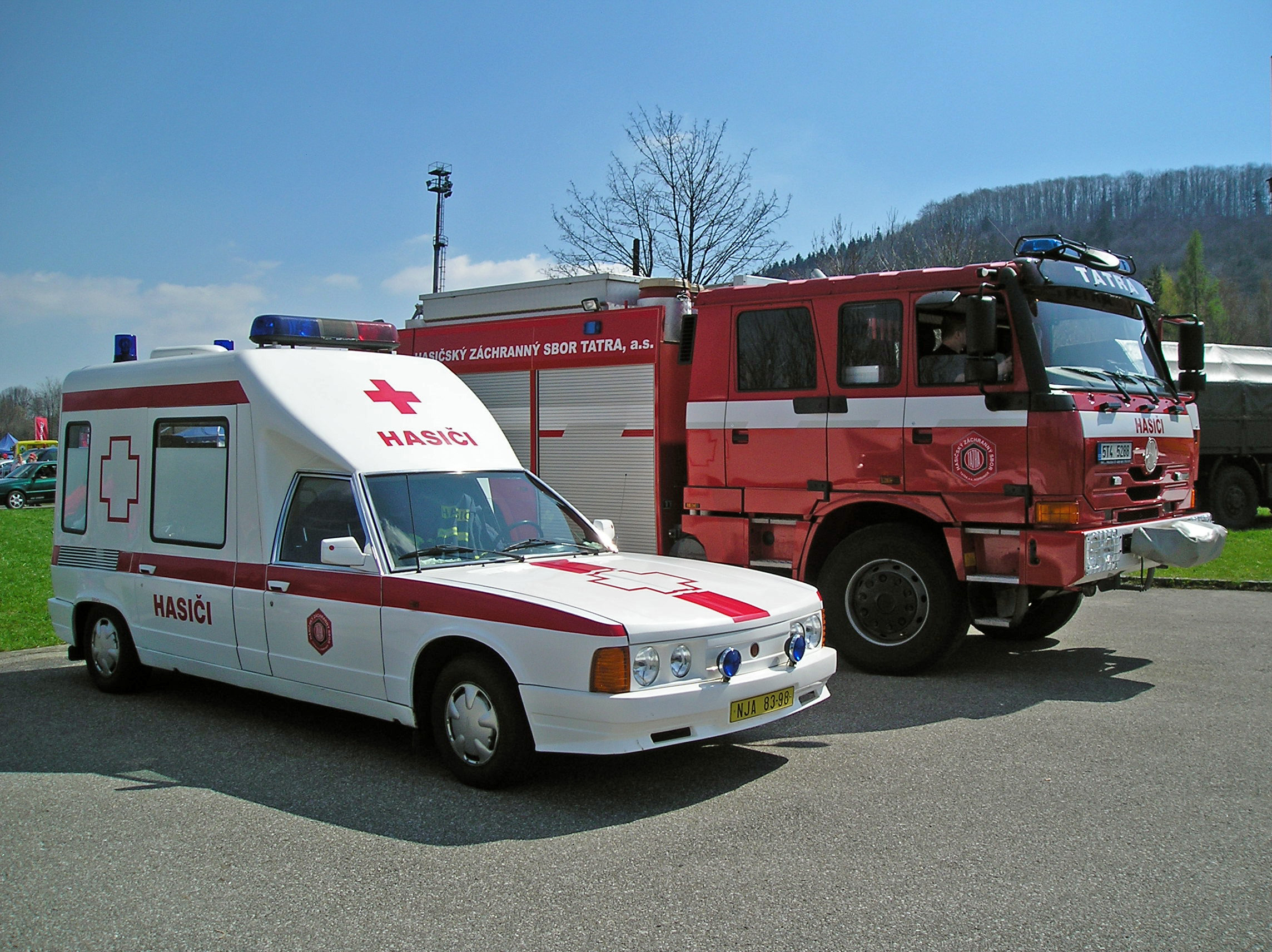
Автомобиль скорой помощи на базе «Татры-613»
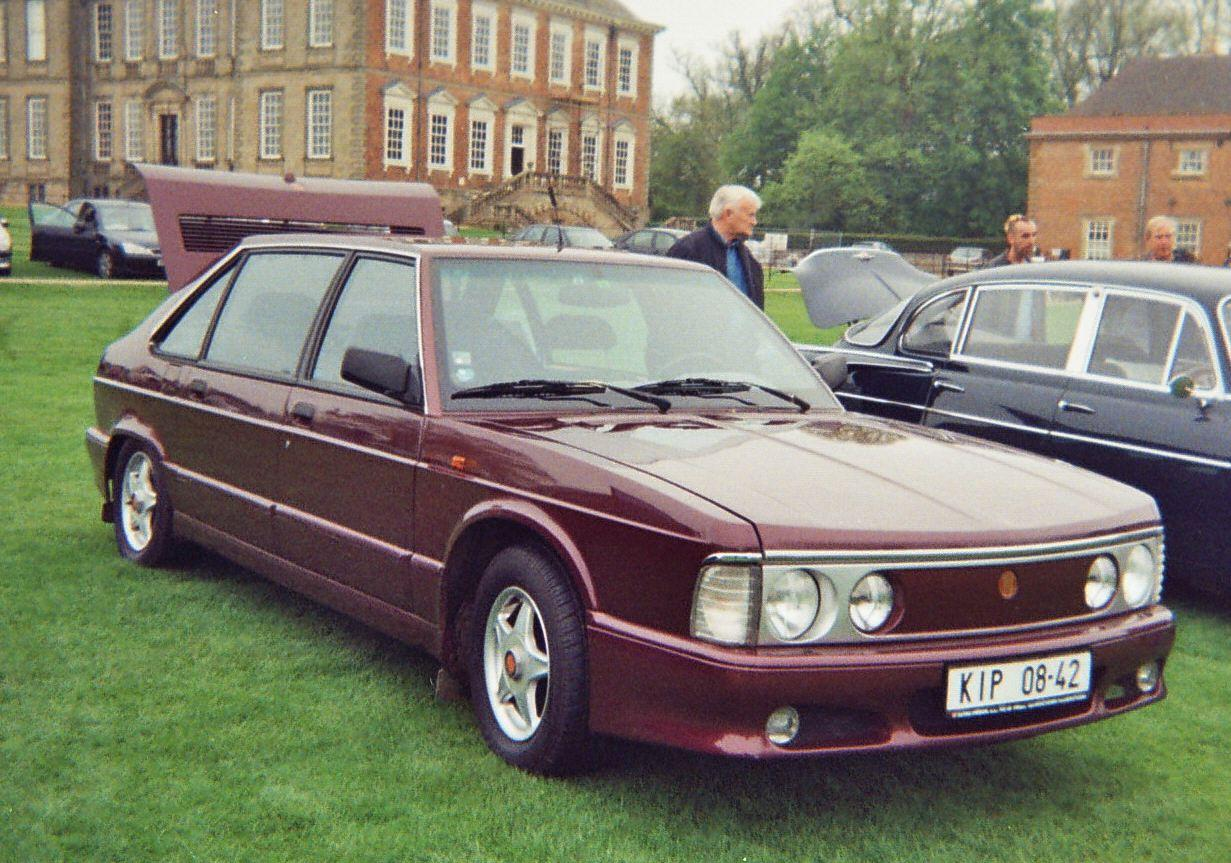
Tatra T613-4 Mi Long, модель 95